# Fernandezina dasilvai
Espèce
Fernandezina dasilvai est une espèce d'araignées aranéomorphes de la famille des Palpimanidae.

## Distribution
Cette espèce est endémique de l'État de Rio de Janeiro au Brésil,. Elle se rencontre sur Ilha Grande.

## Description
Le mâle holotype mesure 1,98 mm et la femelle paratype 2,30 mm.

## Étymologie
Cette espèce est nommée en l'honneur de José Rodolfo da Silva.

## Publication originale
- Platnick, Grismado & Ramírez, 1999 : On the genera of the spider subfamily Otiothopinae (Araneae, Palpimanidae). American Museum Novitates, no 3257, p. 1-25 (texte intégral).